# パーム・ジェベル・アリ

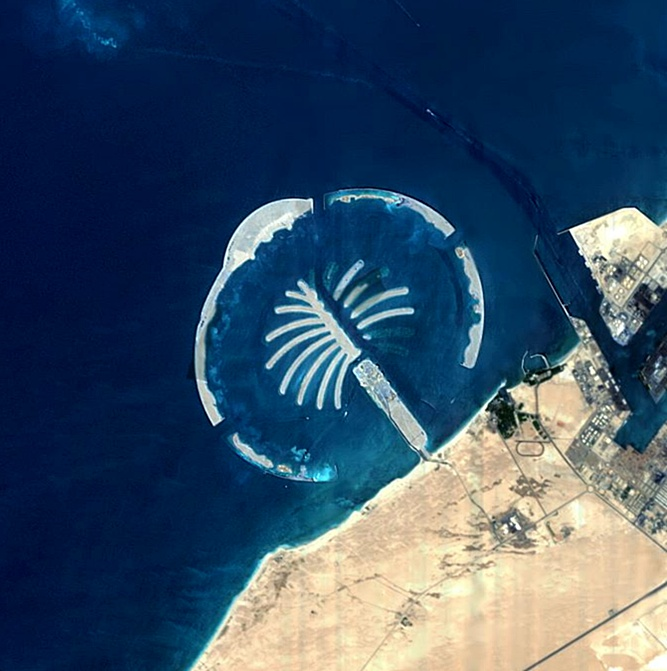
2005年に撮影された建設中のパーム・ジェベル・アリの衛星写真

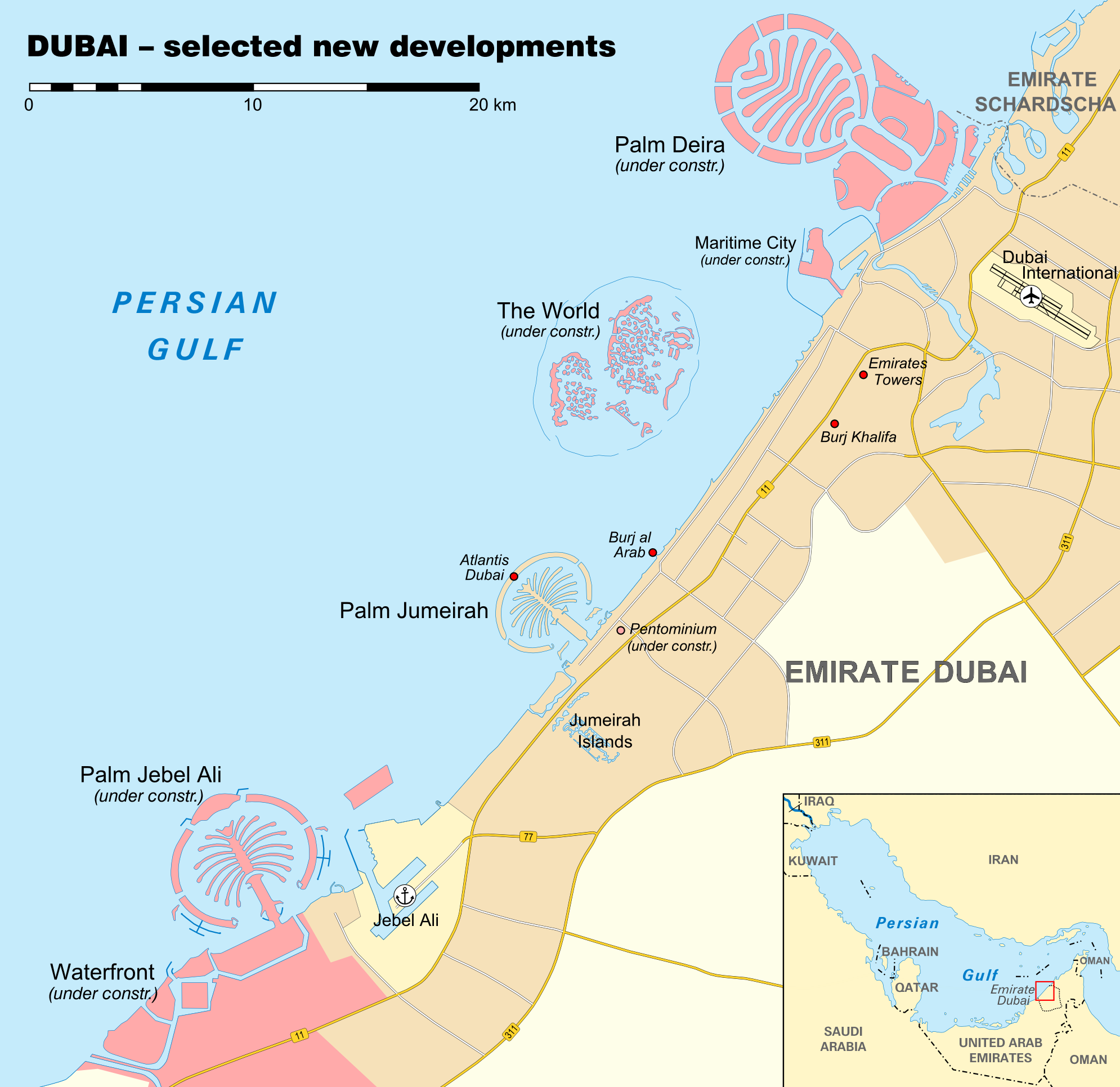
ドバイ沿岸の埋め立て予定図。一番左下からパーム・ジェベル・アリ、パーム・ジュメイラ、ザ・ワールド、パーム・デイラが並ぶ

パーム・ジェベル・アリ（Palm Jebel Ali）は、アラブ首長国連邦のドバイにあるパーム・アイランドの1つ。ドバイ最大の港湾ジェベル・アリ港の西側にある。すぐ西側をドバイとアブダビとの境界が走る。2002年10月に建設を開始し、2008年に完成予定であったが、建設が遅れている。完成すると、25万人を収容できると予想される。

## 建設の様子

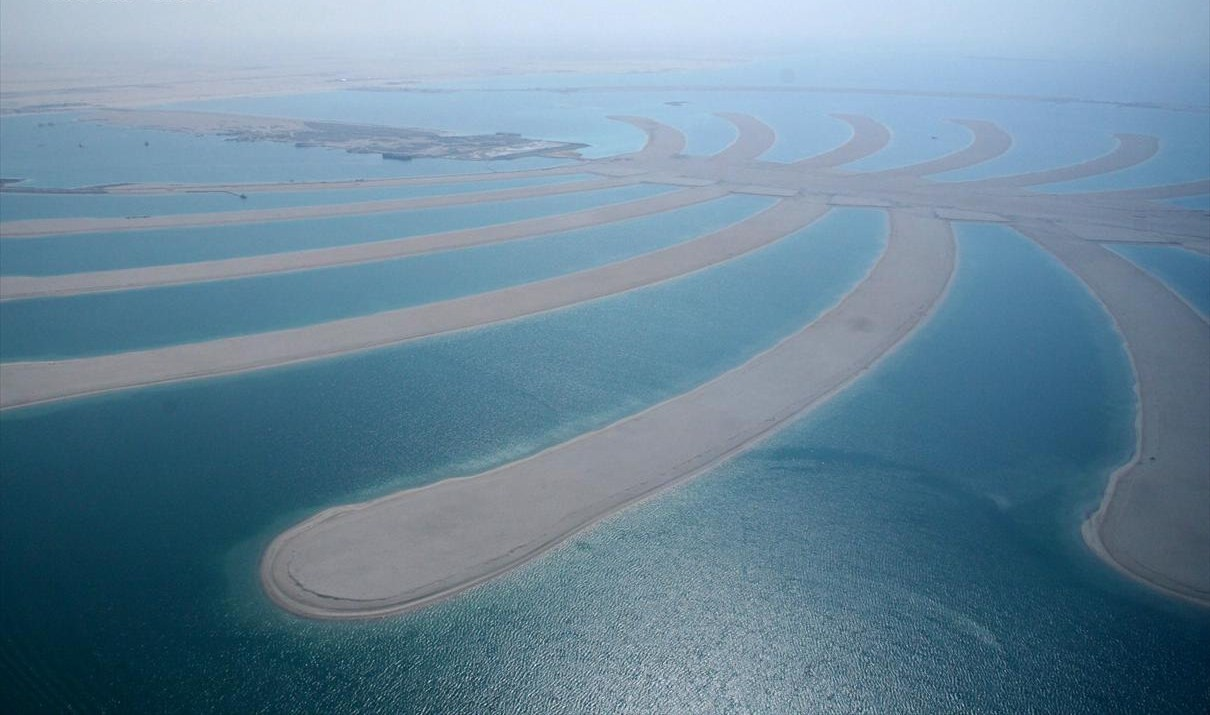
2007年10月18日
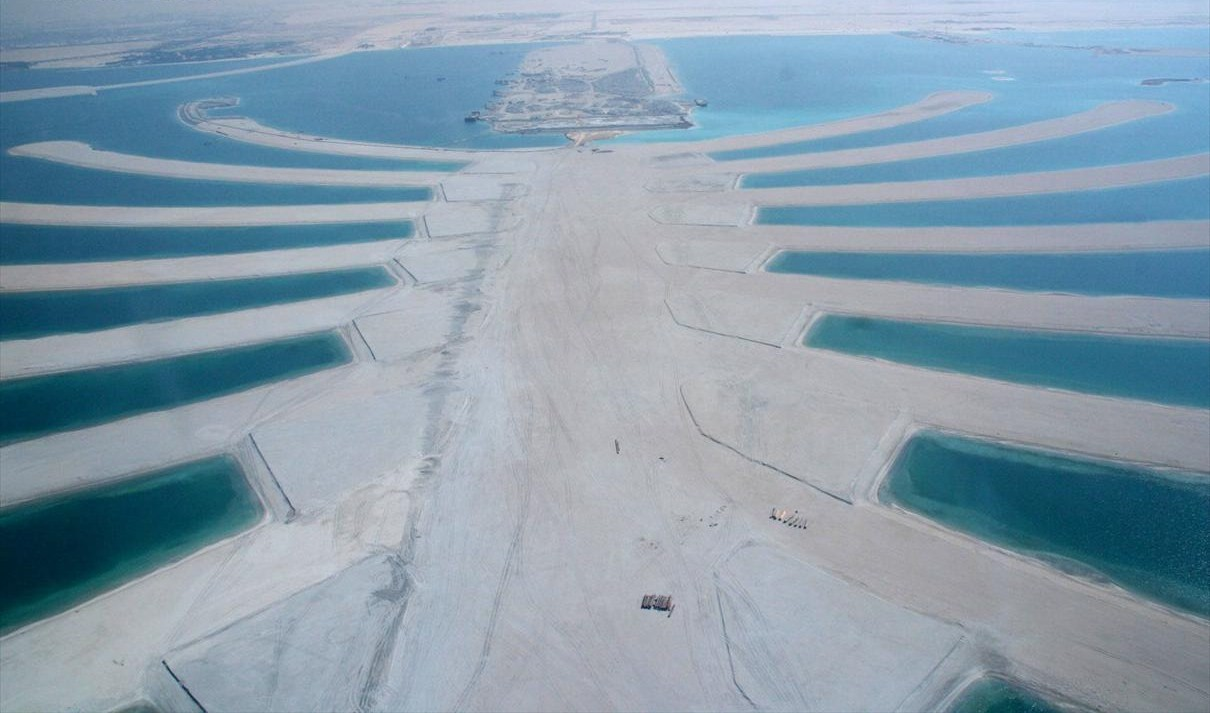
2007年10月18日
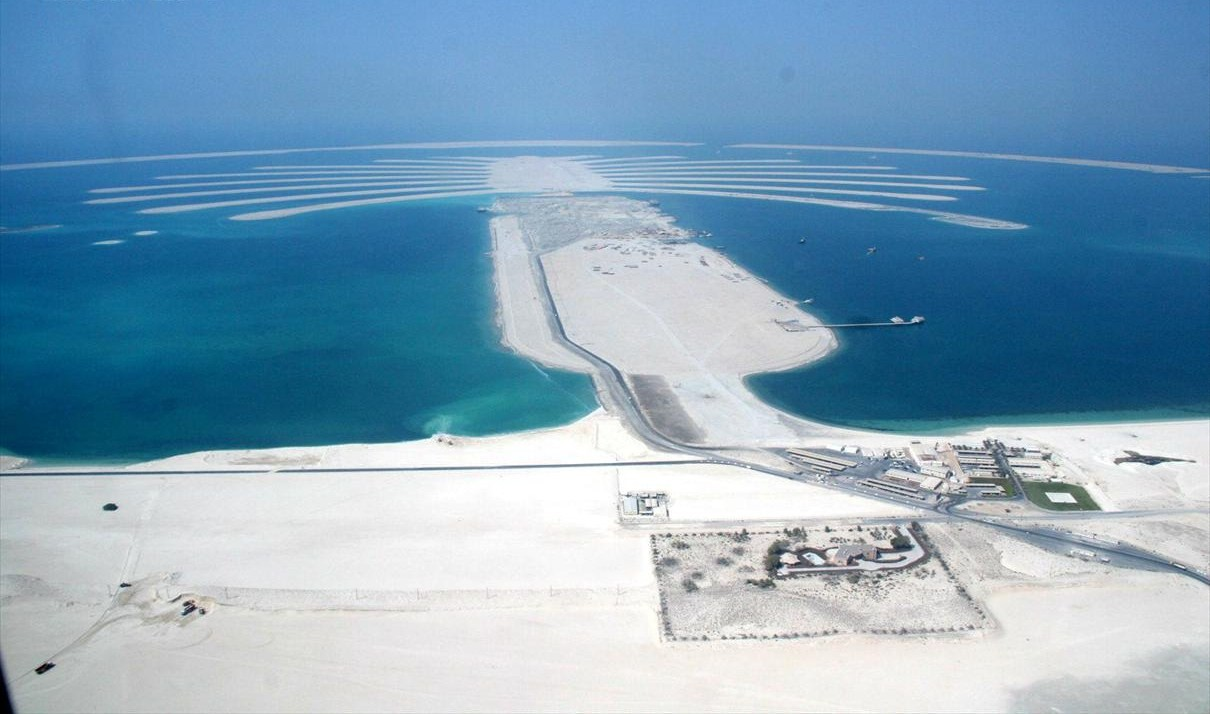
2007年10月18日
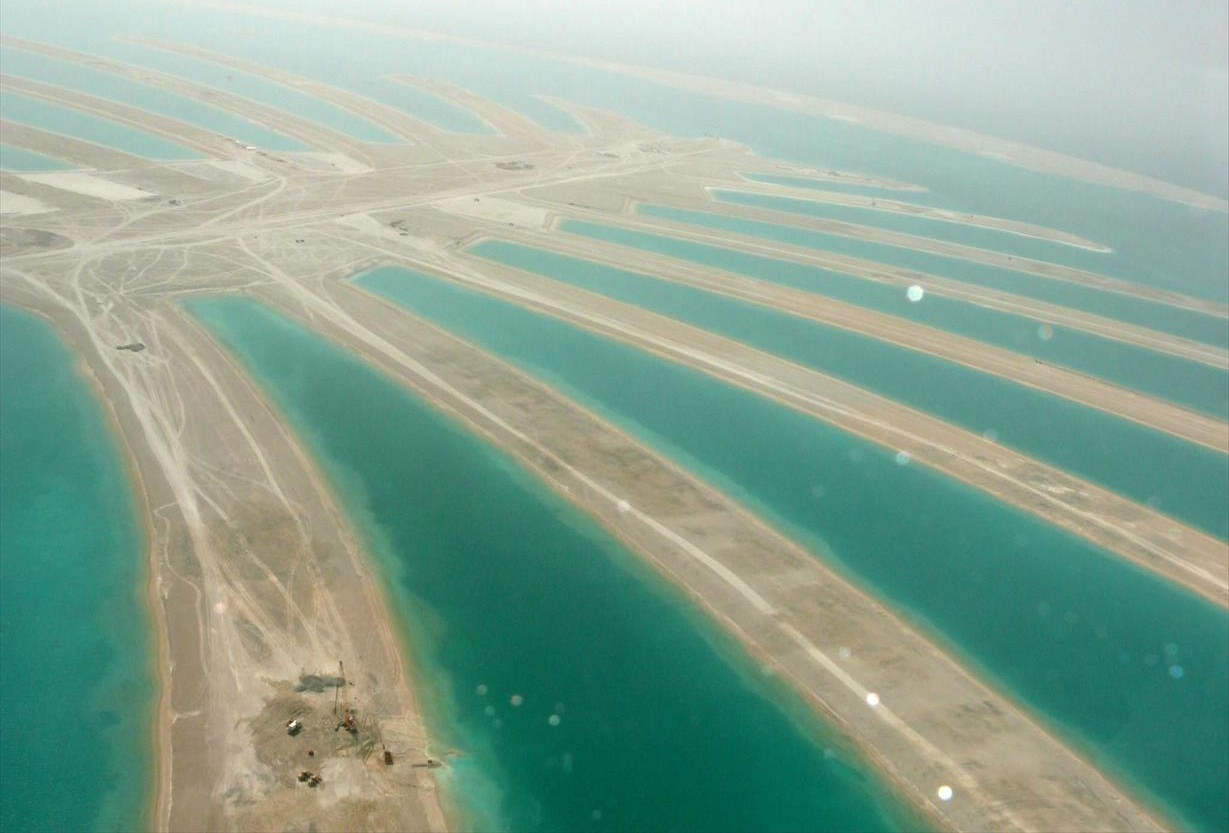
2008年5月8日
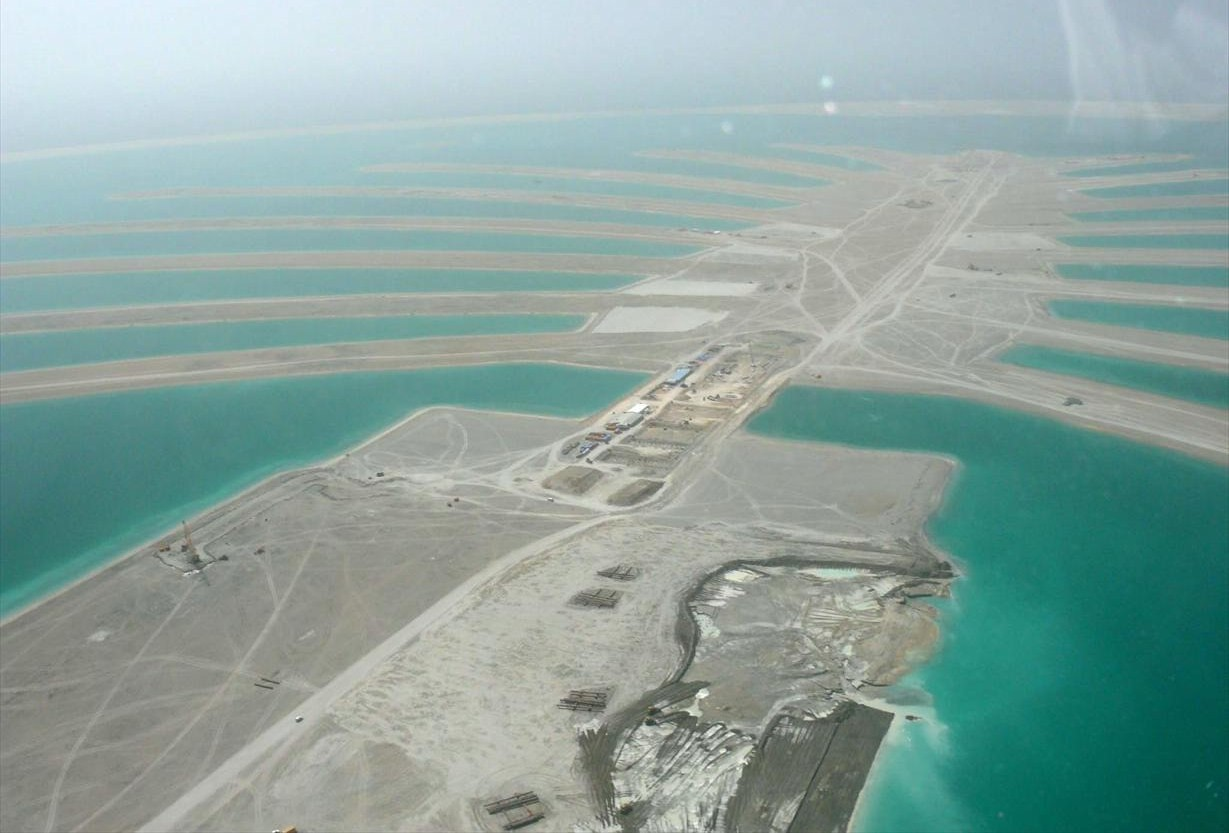
2008年5月8日

## 関連リンク
ドバイでは、他にも人工島造成プロジェクトが行われている。
- パーム・アイランド
  - パーム・ジュメイラ
  - パーム・デイラ
- The World